# Stenalcidia latimedia
Stenalcidia latimedia är en fjärilsart som beskrevs av W. Warren 1904. Stenalcidia latimedia ingår i släktet Stenalcidia och familjen mätare. Inga underarter finns listade i Catalogue of Life.